# Fred Finney
Fred Finney (10 tháng 3 năm 1924 – tháng 1 năm 2005) là một cầu thủ bóng đá người Anh thi đấu ở vị trí hậu vệ, thi đấu cho Liverpool FC năm 1946.